# Widoki (rejon oszmiański)
Widoki − dawny zaścianek. Obecnie część wsi Wisztoki na Białorusi, w obwodzie grodzieńskim, w rejonie oszmiańskim, w sielsowiecie Kamienny Łuh.

## Historia
W czasach zaborów dwa zaścianki w gminie Polany, w powiecie oszmiańskim, w guberni wileńskiej Imperium Rosyjskiego. W 1905 roku pierwszy liczył 3 mieszkańców, 38 dziesięcin, drugi liczył 6 mieszkańców, 278 dziesięcin. Obydwa zaścianki były własnością Downarowicza.
W latach 1921–1945 zaścianek leżał w Polsce, w województwie wileńskim, w powiecie oszmiańskim, w gminie Polany.
W 1931 w 4 domach zamieszkiwało 19 osób.
Wierni należeli do parafii rzymskokatolickiej w Cudzieniszkach. Miejscowość podlegała pod Sąd Grodzki w Oszmianie i Okręgowy w Wilnie; właściwy urząd pocztowy mieścił się w Cudzieniszkach.
Po II wojnie światowej w granicach Związku Sowieckiego. Od 1991 w niepodległej Białorusi.